# Santos FC (AP)
Der Santos Futebol Clube, in der Regel nur kurz Santos genannt, ist ein Fußballverein aus Macapá im brasilianischen Bundesstaat Amapá.
Aktuell spielt der Verein in der Staatsmeisterschaft von Amapá.

## Erfolge
- Staatsmeisterschaft von Amapá: 2000, 2013, 2014, 2015, 2016, 2017, 2019
- Staatsmeisterschaft von Amapá – 2nd Division: 1987, 1988, 2007

## Stadion

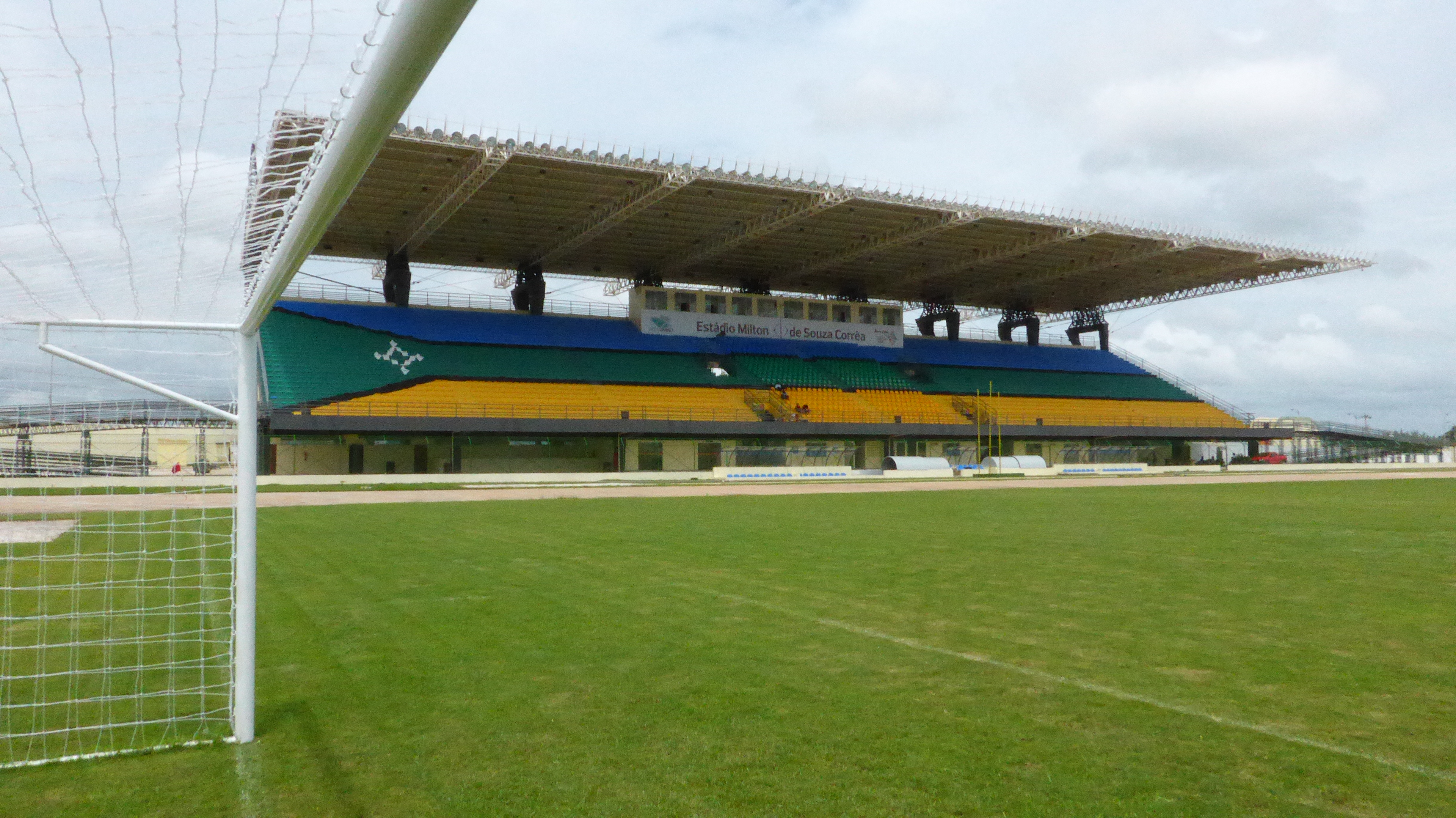
Estádio Milton Corrêa

Der Verein trägt seine Heimspiele im Estádio Milton Corrêa, auch unter dem Namen Zerão bekannt, in Macapá aus. Das Stadion hat ein Fassungsvermögen von 13.680 Personen.

## Trainerchronik
Stand: August 2021
| Trainer          | Nation    | von              | bis              |
| ---------------- | --------- | ---------------- | ---------------- |
| Flávio Barros    | Brasilien | 2012             |                  |
| Jason Rodrigues  | Brasilien | 10. Februar 2014 | 4. April 2014    |
| Minga            | Brasilien | 6. Februar 2015  | 6. März 2015     |
| Minga            | Brasilien | 11. Juli 2015    | 10. August 2015  |
| Moises dos Anjos | Brasilien | 2015             |                  |
| Romeu Figueira   | Brasilien | 7. März 2016     | 7. Juni 2016     |
| Darlan Sousa     | Brasilien | 2016             |                  |
| Luciano Marba    | Brasilien | 2016             |                  |
| Moises dos Anjos | Brasilien | 2016             |                  |
| Edivan Romarinho | Brasilien | 2016             |                  |
| Minga            | Brasilien | 7. Februar 2017  | 6. März 2017     |
| Élcio do Rosário | Brasilien | 2017             |                  |
| Luciano Marba    | Brasilien | 2017             |                  |
| Moises dos Anjos | Brasilien | 2017             |                  |
| Edson Porto      | Brasilien | 8. Mai 2017      | 2. November 2020 |
| Luciano Marba    | Brasilien | 2018             |                  |
| Edson Porto      | Brasilien | 2018             | 2020             |
| Luciano Marba    | Brasilien | 2020             |                  |
| Minga            | Brasilien | 2020             | heute            |